# Edwin Hernández
Edwin William Hernández Herrera (Pachuca, 10 luglio 1986) è un ex calciatore messicano, di ruolo difensore.

## Carriera

### Club
Ha giocato nella massima serie messicana.

### Nazionale
Nel 2013 ha giocato una partita con la nazionale messicana.

## Palmarès

### Club
- CONCACAF Champions League: 1

Guadalajara: 2018

### Individuale
- Squadra della stagione della CONCACAF Champions League: 1

2018